# Andrés Selich Chop
Andrés Selich Chop (* 8. Dezember 1927 in La Paz; † 15. Mai 1973 ebenda) war ein bolivianischer Militär und Diplomat.

## Leben
Der in La Paz geborene Selich Chop war jugoslawischer Abstammung. Er machte Karriere im bolivianischen Militär. Als Oberstleutnant kommandierte er ein Ranger-Regiment, das am 8. Oktober 1967 um 15.30 Uhr Che Guevara gefangen nahm und später exekutierte. Er befahl einen Lastwagenfahrer des Militärs zum Hospital von Vallegrande, welcher die Leiche von Che Guevara zu einem Massengrab brachte. Selich Chop beschlagnahmte u. a. einen Film Ches, der später im Besitz seiner Witwe Socorro Selich war und Einblicke in seine Zeit als Guerillakämpfer in Bolivien gab.
Am 6. Oktober 1970 putschten rechtsgerichtete Militärführer unter Beteiligung Selich Chops gegen die Linksregierung Präsident Ovandos. Links- und rechtsgerichtete Militäreinheiten bekämpften in mehreren größeren Städten Boliviens einander blutig. Am 7. Oktober 1970 hatten sich die linken Militärs und ihre Verbündeten in Bolivien durchgesetzt. Aufgerieben von 13 strapaziösen Monaten im Präsidentenamt übergab Präsident Ovando aber das Amt seinem Freund Juan José Torres.
Am 21. August 1971 wurde Juan José Torres mit Truppen aus dem Departamento Santa Cruz und der Unterstützung der Militärjunta in Brasília aus dem Amt geputscht. Andrés Selich Chop saß vom 21. bis 22. August 1971 der Junta aus Jaime Florentino Mendieta Vargas (* 1922) und Hugo Banzer Suárez vor. Vom 23. August bis 28. Dezember 1971 fungierte er als Innenminister der Junta. Ein bekanntes Zitat aus dieser Zeit ist:

„Tränengas ist uns ausgegangen, wir haben nur noch Kugeln.“

Selich Chop fiel jedoch bei Banzer in Ungnade und wurde verdächtigt, einen weiteren Putsch vorzubereiten. Anfang Dezember 1971 hatte Selich Chop noch erklärt, dass es im laufenden Jahr keine Kabinettsumbildung geben würde. Banzer forderte im Gegenzug am 28. Dezember 1971 sein Kabinett auf, Rücktrittsgesuche einzureichen. Formal hatte Banzer noch keinen neuen Innenminister ernannt, als er Truppen des Generalstabes in das Innenministerium sandte, um Untergebene von Andrés Selich Chop zu entlassen. Selich Chop scheiterte beim Versuch, dies mit der Pistole in der Hand zu verhindern. Er wurde von Oberst Mario Adett Zamora als Innenminister abgelöst, kurzzeitig verhaftet und in der Folge auf einen Posten als Botschafter nach Asunción abgeschoben.
Von 28. Dezember 1971 bis 15. Mai 1973 war er Botschafter in Asunción. Am 15. Mai 1973 reiste er heimlich zurück nach La Paz, wo er wegen des Verdachts der Planung eines Putsches festgenommen wurde. Er stürzte (angeblich bei einem Fluchtversuch) mit gefesselten Händen eine Treppe im Haus des zwischenzeitlichen Innenministers Alfredo Arce Carpio (* 19. März 1941; † 10. Februar 2001) hinab und starb. Bei seiner Obduktion stellte man einen Tod durch äußere Gewalt auf die Leber fest.
Seine Witwe Socorro Selich und die Töchter Selichs emigrierten nach Paraguay.